# Deutsche Frage
Als Deutsche Frage (alternative Schreibung: deutsche Frage) oder Deutschlandfrage wird der in der europäischen Geschichte zwischen 1806 und 1990 ungelöste und in unterschiedlicher Form immer wieder auftretende Problemkomplex der deutschen Einheit bezeichnet. Sie drehte sich um die Grenzen und die territoriale Ordnung Deutschlands. Zu ihrer Beantwortung stand zunächst der kleindeutschen Lösung unter Vormacht Preußens die großdeutsche Lösung unter Einschluss und Vormacht Österreichs gegenüber. Nach 1945 drehte sich die deutsche Frage um die Wiedervereinigung der beiden Teile Deutschlands und gilt mit deren Vollzug im Jahr 1990 als geklärt, insbesondere da Deutschland ein mit anderen Staaten gleichberechtigtes Mitglied der Vereinten Nationen und der Europäischen Union ist.

## Entstehung der Deutschen Frage nach dem Zusammenbruch des Alten Reiches (1806)
Als östliche Erbschaft des Frankenreichs Karls des Großen entstand im 10. Jahrhundert ein Reich, das als Heiliges Römisches Reich den Konflikt mit dem Nachfolger des römischen Imperiums, dem Byzantinischen Reich, herausforderte. Später, nach dem Verlust der burgundischen Gebiete sowie großer Teile Reichsitaliens wurde der Nachsatz Deutscher Nation in den Reichstitel aufgenommen. In diesem vormals stammesbündlerischen, im Mittelalter Reich der Königs- und Fürstentümer, lebten verschiedene Völker, aus deren Sprache sich unter anderem das Deutsche entwickelte.
Im 18. Jahrhundert entstand der preußisch-österreichische Dualismus im Reich, der zu kriegerischen Auseinandersetzungen dieser beiden Mächte führte (u. a. Siebenjähriger Krieg). Die Macht des römisch-deutschen Kaisers Franz II. über die nunmehr auch Staaten zu nennenden Reichsstände wurde indes immer geringer, und diese gerieten dann nach dem Frieden von Lunéville (1801) und dem Reichsdeputationshauptschluss (1803) immer mehr unter den Einfluss des napoleonischen Frankreich. Außenpolitisch sorgte Napoleon damit für die Auflösung des Heiligen Römischen Reiches: Als der österreichisch-deutsche „Doppelkaiser“ Franz II. auf seinen Druck hin die Kaiserkrone niederlegen musste und 16 süd- und westdeutsche Reichsstände sich 1806 vom Reich lossagten, um sich im von Napoleon protegierten deutschen Rheinbund zu formieren, war das Reich zerfallen („Franzosenzeit“), wobei der Habsburger Franz II. jedoch als Franz I. Kaiser des von ihm 1804 gegründeten Kaisertums Österreich blieb.
Mit der Niederlegung der römisch-deutschen Kaiserkrone begann ab 1806 die „Deutsche Frage“ im eigentlichen Sinne.

## Entstehung eines deutschen Nationalstaates (1813–1871)

### Befreiungskriege (1813–1815)
Mit dem Beginn der Befreiungskriege gegen Frankreich stellte das damalige Preußen als erster deutscher Staat die „Deutsche Frage“. Sein Königshaus, die Hohenzollern, forderte nun die Wiedererrichtung des Deutschen Reiches. Dieser Hauptforderung schlossen sich bis 1815 viele Deutsche an, während sie von den übrigen Herrscherhäusern Deutschlands abgelehnt wurde.
Der deutsche Adel war empört über die für seinen Stand katastrophalen Ergebnisse der Französischen Revolution, die politisch als Bestrebung zu „nationaler Einigung“ in vielen europäischen Ländern Anhänger fand. Der aus Frankreichs Vorreiterrolle resultierende Einfluss konnte in Deutschland, das sich gerade erst von Napoleon befreit hatte, aber nicht gedeihen, die Stimmung schlug in unverhohlenen Revanchismus gegenüber Frankreich um.

### Deutscher Bund (1815–1866)

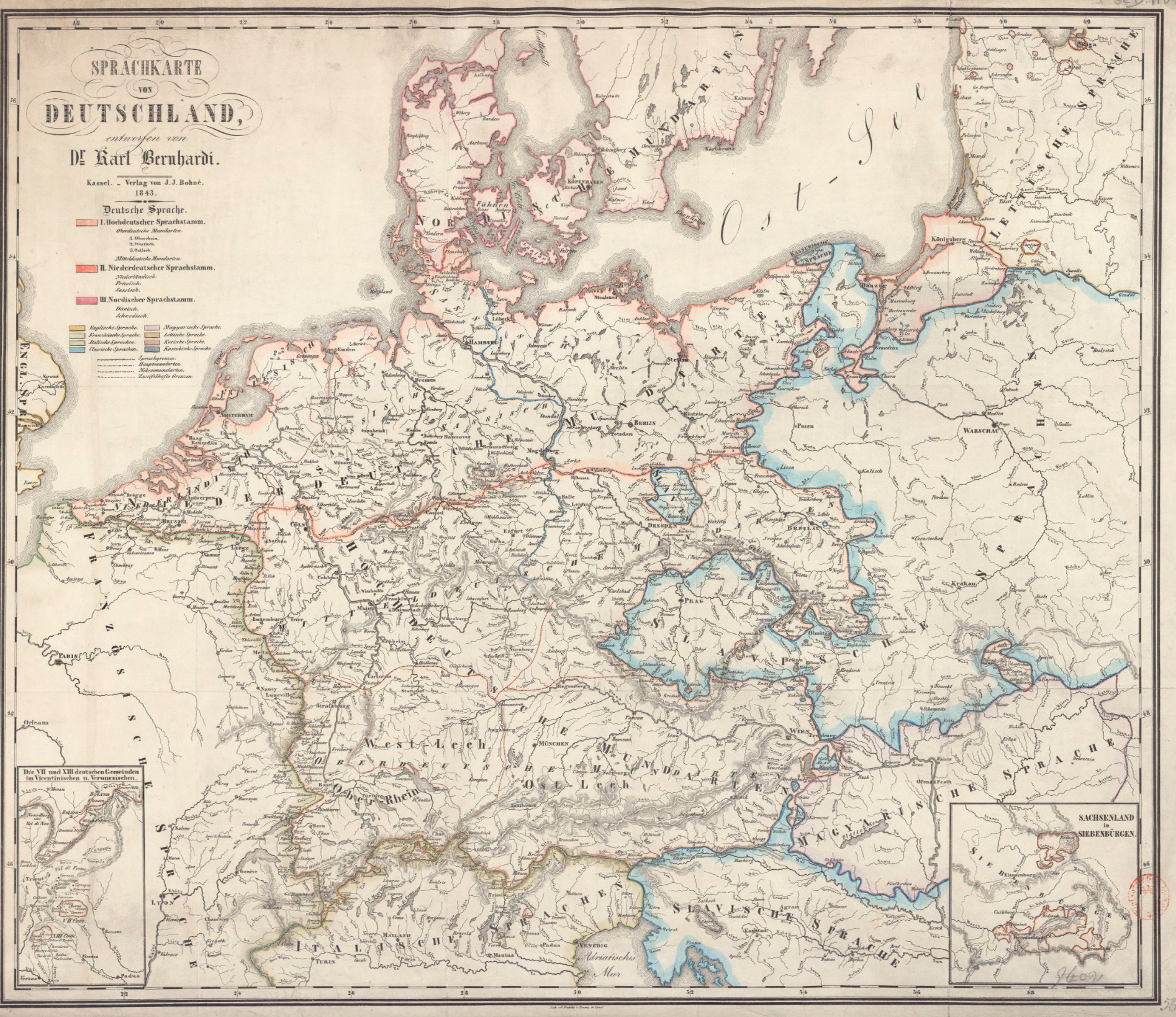
Darstellung des deutschen Sprachraums des Sprachforschers Karl Bernhardi aus dem Jahr 1843.
In dieser Karte, aus der Zeit der frühesten Germanistik, gibt es viele historische Besonderheiten. So werden unter anderem Schwedisch und Dänisch der deutschen Sprache untergeordnet, erscheint das Englische als unverwandt und werden das Niederländische, Friesische und „Sassische“ gesamtlich als „Niederdeutscher Sprachstamm“ dargestellt.

Deutscher Bund, mit Österreich in Orange und Preußen in Blau

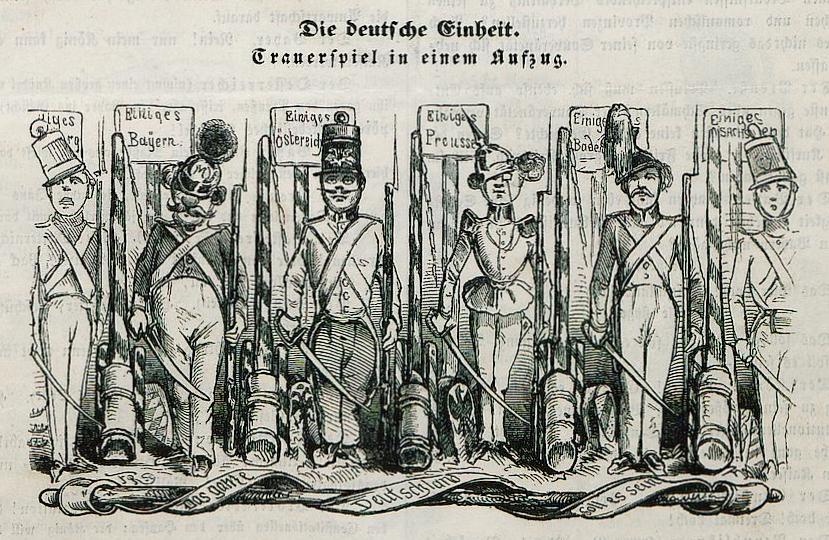
Die deutsche Einheit als „Trauerspiel in einem Aufzug“: Jeder Einzelstaat sieht vor allem sich selbst als Einheit. Karikatur in den Münchner Leuchtkugeln, 1848

Mit der Gründung des Deutschen Bundes am 8. Juni 1815 auf dem Wiener Kongress schien die Deutsche Frage nach außen hin abgeschlossen. Doch das liberal und national gesinnte Bürgertum gab sich mit einem losen Bund der deutschen Fürstenhäuser nicht zufrieden und forderte ein einheitliches deutsches Reich, einen Bundesstaat.

Deutschlandkonzepte: Begriffe

Deutschlandkonzepte: Pläne und Verfassungen

1848/49 kam es infolge der Märzrevolution zu Aufständen im Deutschen Bund. Auch die Deutsche Frage stand damit wieder auf der Tagesordnung. Nach der Wahl einer deutschen Nationalversammlung als gesamtdeutsches Parlament sollte der Deutsche Bund nach Meinung der Deutschnationalen nun in ein Deutsches Reich umgewandelt werden. Dabei ging es vor allem um die Frage, ob die „großdeutsche Lösung“ oder vielmehr die „kleindeutsche Lösung“ umgesetzt werden sollte. Bei ersterer wäre die Macht beim katholischen Süden unter der Führung Österreichs verblieben, bei der zweiten wäre sie an den protestantischen Norden unter der Führung Preußens gefallen. Mit der Olmützer Punktation von 1850 wurde der Deutsche Bund unter Leitung Österreichs wiederhergestellt, und Preußen musste seinen Versuch einer Nationalstaatsgründung, die Erfurter Union, aufgeben.
Nach einer preußischen Abstimmungsniederlage zur Bundesexekution aus Anlass des Streits um die Verwaltung Schleswig-Holsteins und der Mobilmachung des Bundesheeres kam es 1866 in der Frage um die Vorherrschaft im Deutschen Bund zwischen Österreich und Preußen zum Deutschen Krieg.

### Norddeutscher Bund und Reichsgründung (1867–1871)

Norddeutscher Bund (Preußen, Annexionen und Verbündete) in Dunkelrot, die später beigetretenen Staaten in Orange

Nach dem preußischen Sieg in der Schlacht von Königgrätz im Jahre 1866 wurde der Deutsche Bund aufgelöst, und Österreich wandte sich stärker seinen nicht-deutschsprachigen Gebieten in Südost- und Osteuropa zu. Damit hatte sich die Deutsche Frage zumindest für Österreich erledigt, das Kaisertum Österreich wurde in die Doppelmonarchie Österreich-Ungarn umgewandelt. Dagegen wurden von den restlichen Staaten des Deutschen Bundes viele im preußisch dominierten Norddeutschen Bund vereinigt. Am Ende einer weiteren kriegerischen Auseinandersetzung, dem Deutsch-Französischen Krieg, erfolgte 1871 die Reichseinigung. Otto von Bismarck überzeugte die süddeutschen Staaten zum Beitritt. Das Kaiserreich wurde mit der Proklamation Wilhelms I. zum Deutschen Kaiser am 18. Januar 1871 im Schloss Versailles verkündet. Diese ohne Österreich zustande gekommene sogenannte kleindeutsche Lösung war für die deutsche Nationalbewegung allerdings nicht der Idealzustand, aus Sicht Preußens und Bismarcks jedoch die aus politischen Gründen zu bevorzugende. Maximalforderungen, wie die des Alldeutschen Verbandes, der sogar den Anschluss einstiger römisch-deutscher Reichsgebiete wie die Niederlande, Belgien und der Schweizerischen Eidgenossenschaft forderte, fanden nach der Reichsgründung kein Gehör.
Die Gründung des Deutschen Reiches als der erste Nationalstaat wurde zeremoniell gefeiert. Die Deutschlandfrage galt nach der Einigung der Deutschen im Deutschen Reich als erledigt.

## Gebietsverluste und Annexionen (1918–1945)

### Nach dem Ersten Weltkrieg und Weimarer Republik (1918–1933)

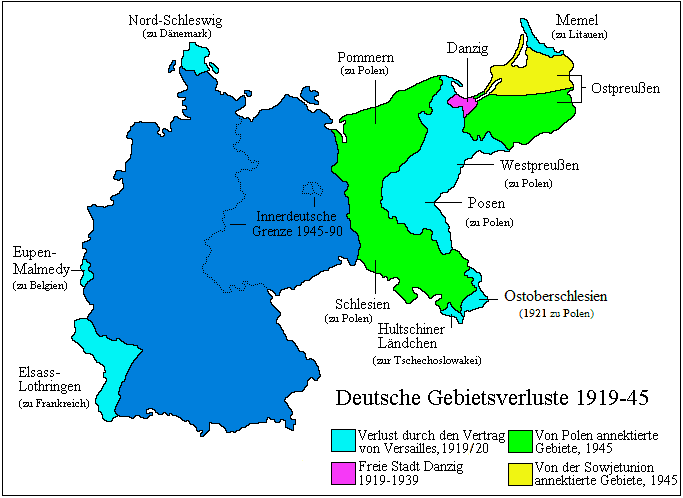
Deutsche Gebietsverluste jeweils nach dem Ersten und Zweiten Weltkrieg

Nach dem Ende des Ersten Weltkrieges und dem folgenden Zusammenbruch der Monarchien in Deutschland und Österreich stellte sich 1918/19 im deutschsprachigen Raum erneut die Deutsche Frage. Dabei zeigte sich, dass diese größtenteils im Volke überlebt hatte.
Die deutschsprachigen Gebiete der österreichischen Reichshälfte des auseinanderfallenden Vielvölkerstaates Österreich-Ungarn schlossen sich Ende Oktober 1918 zu Deutschösterreich zusammen. Am 12. November 1918 beschloss die Provisorische Nationalversammlung die Republik als Staatsform und dass Deutschösterreich Bestandteil der Deutschen Republik sei; in der Folge begannen Expertengespräche über die Eingliederung. Vorarlberg entschied sich 1919 in einer Volksabstimmung für den Beitritt zur Schweiz, den die Eidgenossen jedoch ablehnten. Die Absicht, sich Deutschland bzw. der Schweiz anzuschließen, lag neben Aspekten der Selbstbestimmung auch daran, dass viele das in Zukunft um bedeutende Industrie- und Rohstoffgebiete verkleinerte Österreich für wirtschaftlich nicht (über-)lebensfähig hielten.
Mit der Vereinigung dieser beiden Staaten wäre die Deutsche Frage im Sinne vieler Zeitgenossen „endgültig“ gelöst gewesen. Aber mit der Vereinigung von fast 73 Millionen Einwohnern wäre ein solches Großdeutschland zu einem der mächtigsten Staaten in Europa aufgestiegen. Die Vereinigung wurde von den Siegermächten verhindert: Im Vertrag von Saint-Germain wird Deutschösterreich 1919 nur als Republik Österreich bezeichnet und der rechtliche bzw. wirtschaftliche Zusammenschluss mit Deutschland ausgeschlossen. 1920 wurde daraufhin die erste österreichische Bundesverfassung beschlossen. Die Deutsche Frage blieb weiterhin offen; die Sozialdemokratische Arbeiterpartei (SDAP) behielt z. B. den Anschlusswunsch in ihrem Parteiprogramm bis 1933 bei.
1932 wurde vom Deutschen Reich und Österreich versucht, eine Wirtschaftsunion zu etablieren – auch diese wurde vom Völkerbund untersagt.

### Zeit des Nationalsozialismus bis zum Krieg (1933–1939)

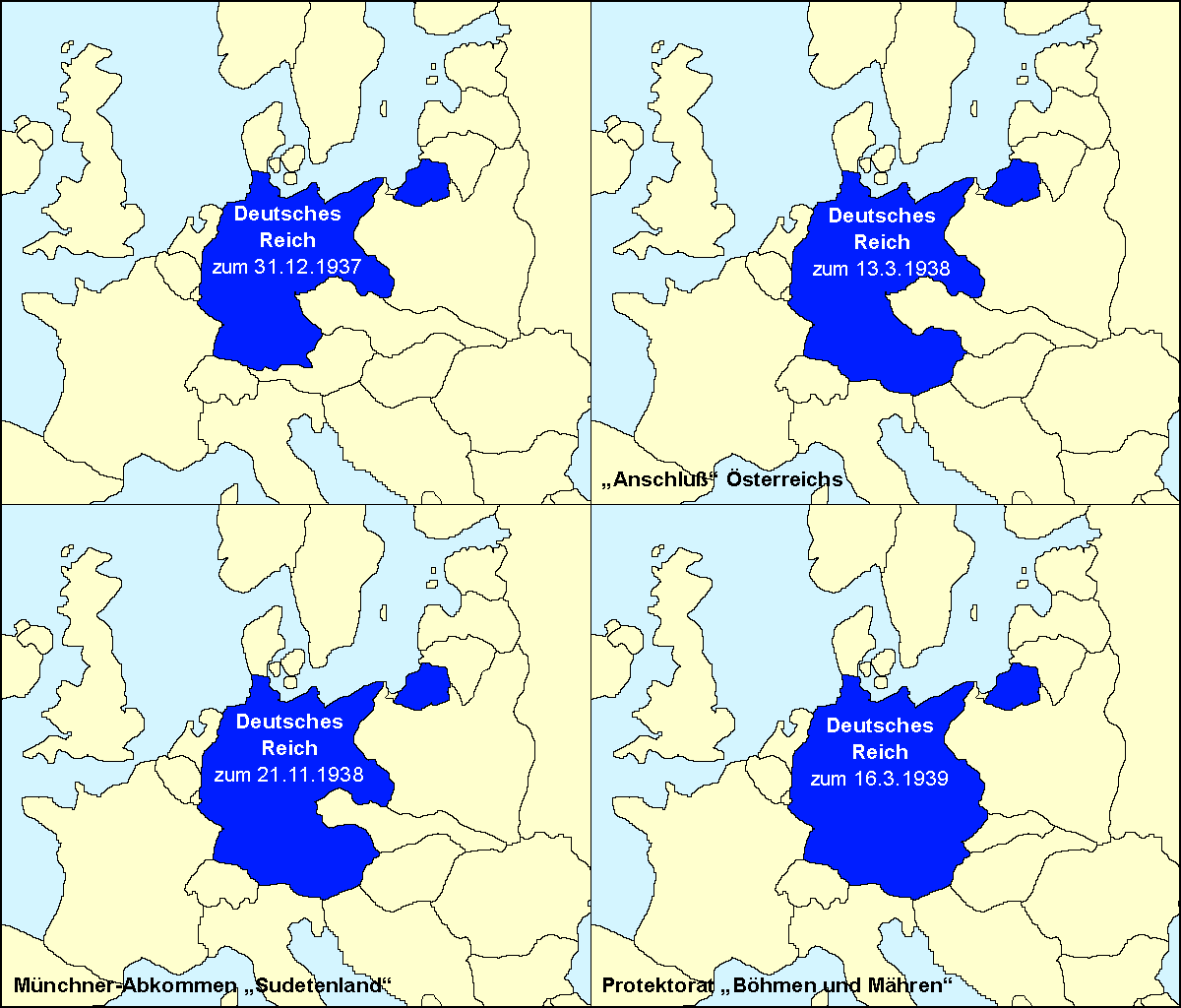
Umfang des deutschen Staatsgebietes 1937–1939

Mit dem Machtantritt der Nationalsozialisten wurde die Deutsche Frage propagandistisch wiederbelebt und zum Instrument und Träger einer zerstörerisch-aggressiven Expansionspolitik: Bereits das „Parteiprogramm der NSDAP“ – Adolf Hitlers berühmte „25-Punkte-Rede“ von 1920 – begann schon mit den Worten:

„Erstens: Wir fordern den Zusammenschluss aller Deutschen auf Grund des Selbstbestimmungsrechtes der Völker zu einem Groß-Deutschland.“

Am 12. März 1938 marschierten deutsche Truppen ins benachbarte Österreich ein („Anschluss“ ans Deutsche Reich). Die Wehrmachtstruppen stießen nach dem durch Ultimaten erzwungenen Rücktritt der österreichischen Bundesregierung unter Kurt Schuschnigg nur noch auf wenig Widerstand und wurden vielerorts sogar von der Bevölkerung willkommen geheißen. Die nationalsozialistische Propaganda prägte dabei die Parole: „Ein Volk, ein Reich, ein Führer!“ Allerdings hatten sich die Österreicher durch den Anschluss primär ein besseres Leben erwartet, insbesondere wegen der hohen Arbeitslosigkeit. Aber das NS-Regime ließ seinen Unterdrückungsapparat sofort auch in Österreich wüten, das zur Auslöschung seiner eigenstaatlichen Identität offiziell zunächst in „Ostmark“ umbenannt, später dann aber nurmehr pauschal als die Donau- und Alpenreichsgaue bezeichnet wurde. In den ersten Tagen ließen die neuen Machthaber etwa 72.000 Menschen verhaften, insbesondere in Wien, darunter viele Politiker und Intellektuelle der ersten Republik Österreich. Die Polizei, die sofort Heinrich Himmler unterstellt wurde, unterband jeden nachhaltigen Widerstand. Am Brenner trafen sich schließlich deutsche und italienische Truppeneinheiten zu freundschaftlichen Zeremonien, nachdem Benito Mussolini seine Schutzmachtrolle für Österreich auf Grund anderer politischer Überlegungen aufgegeben hatte. In der Folge wurden das deutschsprachige Sudetenland und das Memelland dem Reich einverleibt.

### Zweiter Weltkrieg (1939–1945)

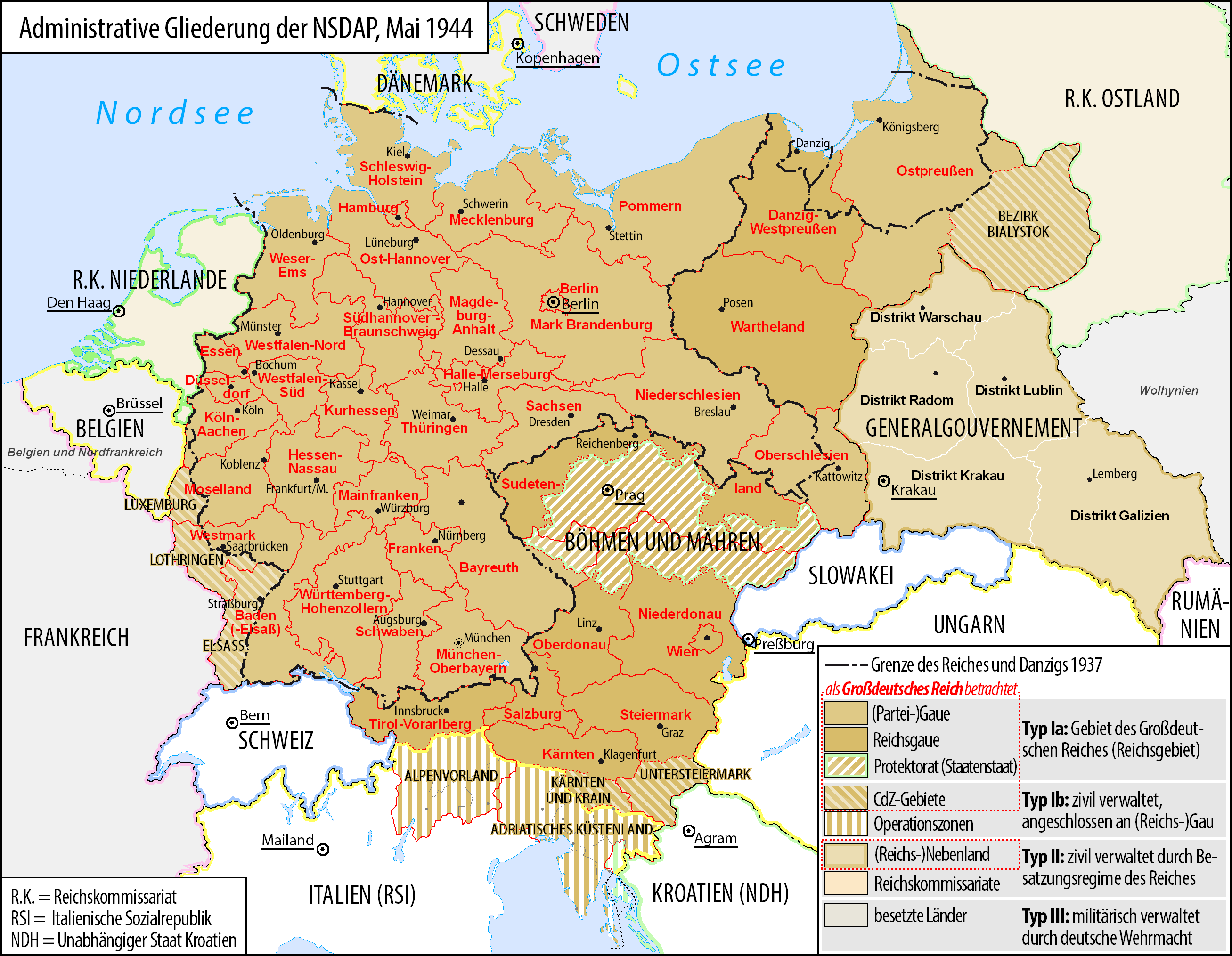
Großdeutsches Reich 1944, mit Einteilung der NSDAP-Gaue

Im Verlaufe des Zweiten Weltkriegs wurden Danzig (vormals Freie Stadt Danzig) und die polnische Pommerellen dem Reich einverleibt sowie 1940 das französische Elsass-Lothringen und die belgische Region Eupen-Malmedy angeschlossen.
Im Jahre 1943 erreichte das deutsche Machtgebiet seine größte Ausdehnung, als Südtirol einer deutschen Zivilverwaltung unterstellt wurde: Mit Ausnahme des mehrheitlich dänischsprachigen Nordschleswig, der Deutschschweiz und Liechtensteins war das gesamte deutschsprachige Gebiet im Großdeutschen Reich vereinigt – es umfasste nun rund 650.000 km². Die Deutsche Frage war zu diesem Zeitpunkt längst zur Selbsterhöhung umgedeutet worden, deren düsterer Hintergrund die „Lebensraumschaffung“ durch den Vernichtungskrieg in Osteuropa war.
Der spätere österreichische Bundespräsident Adolf Schärf berichtet in seinen Memoiren, 1943 von Abgesandten der deutschen Sozialdemokratie in Wien besucht worden zu sein, die über den nach der Niederlage Hitlers zu errichtenden Staat sprechen wollten. Schärf habe damals spontan und zur Verblüffung anderer österreichischer Sozialdemokraten geantwortet, die Liebe zu Deutschland sei den Österreichern ausgetrieben worden, ein gemeinsamer Staat komme nicht mehr in Frage.
Dass Österreich von den Alliierten in der Moskauer Deklaration 1943 als „erstes Opfer Hitlers“ bezeichnet wurde (was den Opfermythos in Österreich wesentlich mitbegründete) und dass die Alliierten – wie nach dem Ersten Weltkrieg – ein eigenständiges Österreich errichten wollten, erleichterte es dem Volk, sich ab 1945 jahrzehntelang nicht als Mittäter des Nationalsozialismus zu betrachten und ab den 1950er Jahren zunehmend eine österreichische Identität zu pflegen.

## Deutsche Teilung (1945–1990)

### Nachkriegszeit und Zweistaatlichkeit (1945 bis 1980er Jahre)

Deutschland 1947:
vier Besatzungszonen, das Saarland und die deutschen Ostgebiete

Mit der bedingungslosen Kapitulation der Wehrmacht, der Niederwerfung und dem vollständigen institutionellen Zusammenbruch des nationalsozialistischen Deutschland sowie der Aufteilung in Besatzungszonen und der Unterstellung der deutschen Ostgebiete innerhalb der Reichsgrenzen von 1937 unter größtenteils polnische Verwaltung stellte sich 1945 die deutsche Frage erneut. Für die Alliierten war die deutsche Teilung und Besetzung mit dem Sicherheitsthema verbunden, der Sicherheit gegen eine neue deutsche Aggression.
Die Sowjetunion hatte bereits ab Februar 1945 die von der Roten Armee eroberten Ostgebiete des Deutschen Reiches rechtswidrig als Ersatz für die von ihr annektierten polnischen Ostgebiete der Verwaltung der Volksrepublik Polen unterstellt. Diese vertrieb bis 1950 von dort die deutsche Bevölkerung. Dabei kam es zu gravierenden auch territorialen wie staatsrechtlichen Änderungen, die in weiten Kreisen der deutschen Bevölkerung der drei westlichen Besatzungszonen Deutschlands und ab 1949 von den meisten bundesdeutschen Politikern als von ihnen abgelehnte „Dreiteilung Deutschlands“ bewertet wurden. Entsprechend der Dreiteilungsthese wurde lange Zeit die SBZ bzw. die DDR als „Mitteldeutschland“, als „Ostdeutschland“ hingegen das Gebiet östlich von Oder und Lausitzer Neiße bezeichnet.
Das 1938 okkupierte und dann vollständig ins Reich eingegliederte Österreich wurde 1945 als unabhängiger Staat in den Grenzen von 1938 wiederhergestellt, womit es für Deutschland als Ausland galt. Die Städte Wien und Berlin wurden als Vier-Sektoren-Städte regiert, das Land Preußen als größter Bestandteil des Deutschen Reiches durch das Kontrollratsgesetz Nr. 46 abgeschafft.
Mit Gründung der Bundesrepublik Deutschland, die noch unter dem Besatzungsstatut stand und keine volle Souveränität erhielt, und der Staatsgründung der Deutschen Demokratischen Republik (DDR) wurde die Deutschlandfrage ab 1949 komplizierter. Es stand aus westdeutscher Sicht eine zusätzliche Sicherheitsfrage im Raum: wer würde die Sicherheit der Bundesrepublik im Falle einer sowjetischen Aggression sichern? Im März 1951 gestanden die Alliierten der Bundesrepublik ein eigenes Außenministerium zu, das der Bundeskanzler Konrad Adenauer selbst übernahm. Im Rahmen der Pariser Verträge erhielt die Bundesrepublik 1955 die Souveränität und trat der NATO bei. Um den NATO-Beitritt zu verhindern, bot die Sowjetunion in ihrer „Erklärung zur Deutschlandfrage“ im Januar 1955 gesamtdeutsche freie Wahlen zur Bildung eines einheitlichen Deutschland an, das über einen Friedensvertrag die volle Souveränität erlangen solle. Der Westen weigerte sich, über das Angebot zu verhandeln. In der Folge entstand im Mai 1955 der Warschauer Pakt, dem die DDR beitrat.
Die DDR betonte seit den 1960er Jahren zunehmend die Zwei-Staaten-Theorie, gab 1974 die Wiedervereinigung als Staatsziel definitiv auf und sprach von „ehemaligen deutschen Gebieten“ in Polen und der Sowjetunion. Die Bundesrepublik hielt an ihrem Bekenntnis zu Gesamtdeutschland fest, das in der Präambel und in den Artikeln 23 und 146 des Grundgesetzes formuliert worden war, und erhob lange Zeit einen Alleinvertretungsanspruch, der auch die „Zone“ (DDR) und „deutsche Gebiete unter vorübergehender polnischer bzw. sowjetischer Verwaltung“ umfasste. Mit dem sich zunehmend festigenden Systemgegensatz rückte die Hoffnung auf eine praktische Umsetzung in weite Ferne, bis es sich schließlich mehr um Lippenbekenntnisse und vage Hoffnungen als um tatsächliche praktische Handlungsrichtlinien handelte.
In Westdeutschland wurde mit der neuen Ostpolitik und schließlich dem Grundlagenvertrag zwischen der Bundesrepublik und der DDR in den 1970er Jahren Voraussetzungen für deutsch-deutsche Kontakte auf politischer Ebene geschaffen, die zu einer Entspannungspolitik beider Seiten führte. Die Oder-Neiße-Linie wurde im Warschauer Vertrag von 1970 als Ostgrenze Deutschlands akzeptiert, womit der seit Kriegsende aufrechterhaltene Anspruch auf etwa ein Viertel des Vorkriegsterritoriums Deutschlands aufgegeben wurde. Die Existenz zweier Staaten auf dem Boden Deutschlands wurde als faktisch nicht änderbar angesehen. Bundespräsident Richard von Weizsäcker erwiderte 1987 dem Generalsekretär der KPdSU, Michail Gorbatschow, der damals von einer „offenen deutschen Frage“ nichts wissen wollte: „Die deutsche Frage ist offen, solange das Brandenburger Tor zu ist.“ In seiner Rede am Brandenburger Tor im selben Jahr stimmte US-Präsident Ronald Reagan Weizsäckers Ausspruch zu.

### Wende (1989–1990)
Die Öffnung des Ostblocks und der rasche Niedergang der SED-Herrschaft in der DDR überraschte alle westdeutschen Experten und Politiker. Es gab keinerlei Planungen für einen solchen Fall.
In weiten Teilen der westdeutschen Öffentlichkeit wurden Forderungen nach einer Einigung der beiden deutschen Staaten als reaktionär angesehen, gleichwohl das Wiedervereinigungsgebot aufrechterhalten blieb. Die Bundesregierung aus CDU/CSU und FDP forderte zwar offiziell noch die deutsche Wiedervereinigung, faktisch aber akzeptierten die Führungsgremien die deutsche Teilung als Realität.
Bei den einzelnen Politikern war die Haltung verschieden. Während ältere beziehungsweise östlich der alten Bundesrepublik aufgewachsene Politiker wie Willy Brandt oder Hans-Dietrich Genscher eine deutsche Einigung für erstrebenswert, aber realpolitisch undurchführbar hielten, empfanden jüngere (wie Oskar Lafontaine) diese Vision als ein Relikt der Vergangenheit. Weitgehend unklar war die Haltung der Alliierten und insbesondere der Sowjetunion, ohne deren Zustimmung die Wiedervereinigung Deutschlands nicht denkbar war.
Innerhalb der DDR war die Meinung zur Deutschen Frage zunächst unklar. Die regierende SED war strikt gegen eine Wiedervereinigung Deutschlands, viele bedeutende Bürgerrechtler unterschrieben noch im Herbst 1989 die am 28. November 1989 veröffentlichte Erklärung Für unser Land, in der sie eine eigenständige, aber offene und demokratische Entwicklung der DDR unabhängig von der Bundesrepublik forderten (thematischer Ansatz des „Demokratischen Aufbruchs“ und von „Demokratie Jetzt“ als politische Organisationen).
Bei den Montagsdemonstrationen wurde zuerst nicht „Wir sind ein Volk“, sondern ausschließlich „Wir sind das Volk“ gerufen. Mit diesem Appell forderte man von der Volkspolizei, keine Gewalt gegen das eigene Volk anzuwenden, und von der Regierung mehr Demokratie oder zumindest Berücksichtigung der Meinung des Volkes. Die auflagenstärkste westdeutsche Boulevardzeitung schrieb zwei Tage nach dem Mauerfall zur Meinungsentwicklung in der DDR: „‚Wir sind das Volk‘ rufen sie heute – ‚Wir sind ein Volk‘ rufen sie morgen!“ Der Ruf nach Einheit „Wir sind ein Volk“ wurde kurze Zeit später von der westdeutschen CDU aufgegriffen, auf Plakaten und Aufklebern hunderttausendfach gedruckt und erst ab Mitte November 1989 bei den Montagsdemonstrationen dokumentiert.
Bundeskanzler Helmut Kohl stellte am 28. November 1989 ohne Rücksprache mit Koalitionspartnern oder Verbündeten seinen Zehn-Punkte-Plan vor. Dieser verwendet die Begriffe „Vertragsgemeinschaft“ und „Konföderation“, konkretisiert sie aber nicht.
Nach der positiven Reaktion der Amerikaner und Gorbatschows Zustimmung am 10./11. Februar 1990 (Blitzbesuch von Kohl und Außenminister Genscher in Moskau) zur Einheit Deutschlands begannen CDU/CSU und FDP immer offener die deutsche Einheit zu fordern. Spätestens seit der Volkskammerwahl 1990 galt die Vereinigung der alten Bundesländer mit den neuen als sicher; die sich nun stellende Frage war nicht mehr ob, sondern wann ein vereintes Deutschland wieder entstehen würde.

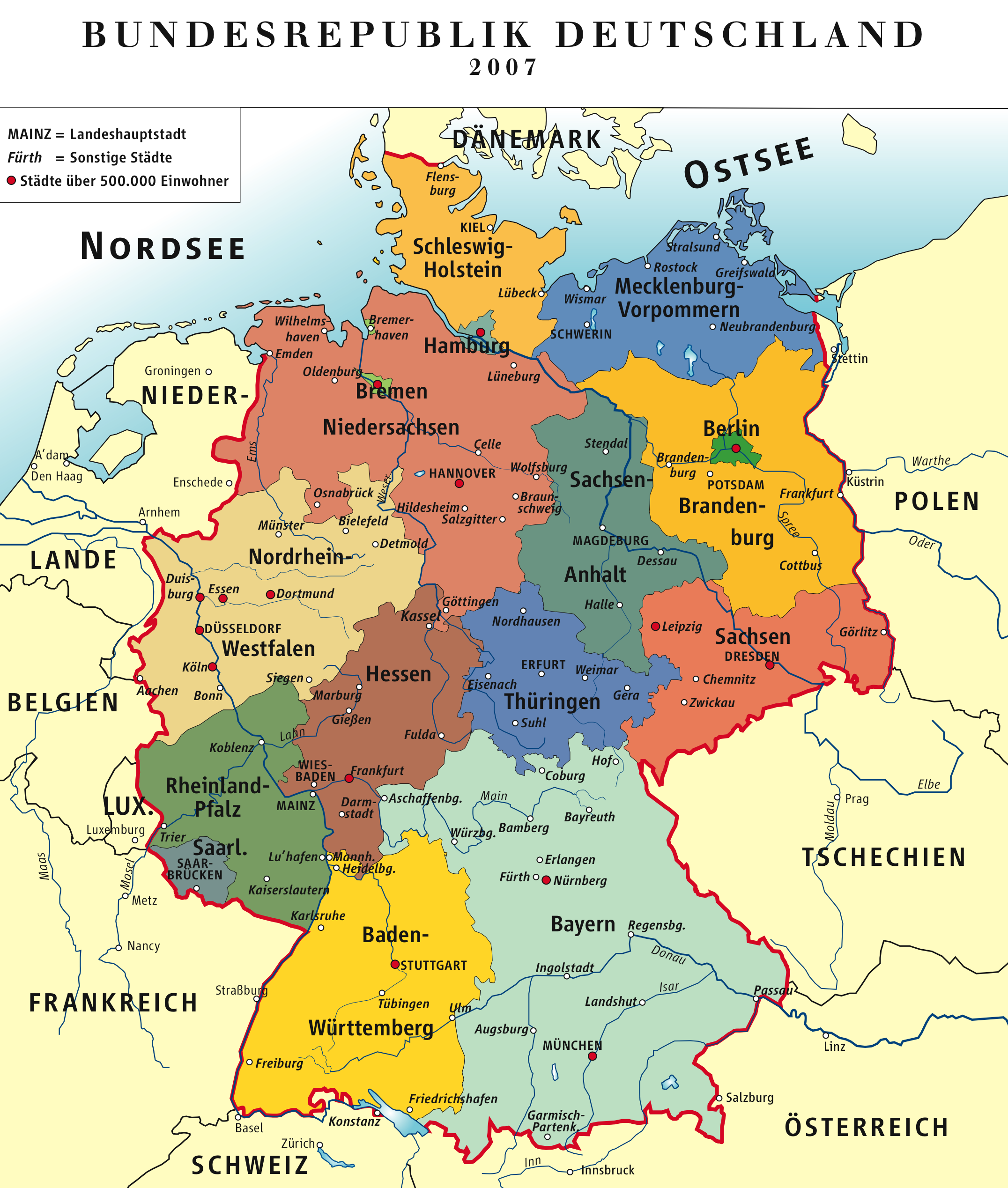
Bundesrepublik Deutschland seit 1990

Es begannen Beitrittsverhandlungen, die mit dem Beitritt der Länder der DDR zur Bundesrepublik Deutschland abgeschlossen wurden (→ Einigungsvertrag). Der tatsächliche Ablauf und der Zeitpunkt der Wiedervereinigung am 3. Oktober 1990 („Tag der Deutschen Einheit“) wurden dabei weniger von den verhandelnden Seiten als von der handelnden Bevölkerung bestimmt. Die Parole „Kommt die D-Mark, bleiben wir, kommt sie nicht, geh’n wir zu ihr!“ war als Überlegung über eine neuerliche massenhafte Flucht aus der DDR gemeint. Die Einführung der D-Mark als offizielles Zahlungsmittel zum 1. Juli 1990 war ein großer Schritt zur deutschen Einheit. Dieser historische Erfolg ist auch als Grund für die Duldung dieser Prozesse durch die vier Siegermächte und die Staatengemeinschaft zu sehen.
Der zwischen den zwei Staaten in Deutschland einerseits und den Vier Mächten andererseits geschlossene Zwei-plus-Vier-Vertrag gilt zwar nicht als völkerrechtlicher Friedensvertrag, hat jedoch einen solchen Charakter. Der damit einhergehende deutsch-polnische Grenzvertrag – aufbauend auf dem Görlitzer Abkommen (1950) und dem Warschauer Vertrag (1970) – legte die Oder-Neiße-Grenze als „unverletzlich“ fest, und Deutschland bestätigte mit dessen Inkrafttreten 1992, auf Gebietsansprüche bezüglich der seither ehemaligen deutschen Ostgebiete zu verzichten. Die Bundesrepublik Deutschland hat die „Endgültigkeit der Grenzen als wesentlichen Bestandteil der europäischen Friedensordnung“ (Zitat aus der Schlusserklärung) anerkannt.
Der Artikel 23 Grundgesetz (aufgrund des Beitrittsgebietes so genannter „Beitrittsartikel“) wurde nach der Wiedervereinigung als gegenstandslos gestrichen und durch den so genannten „Europa-Artikel“ ersetzt, Präambel und Artikel 146 GG wurden abgeändert. Mit Erfüllung des Wiedervereinigungsauftrages, „die Einheit und Freiheit Deutschlands zu vollenden“, war damit für die deutsche Bundesregierung, aber ist auch für die breite Öffentlichkeit die Nationalstaatsbildung in Deutschland abgeschlossen. Die deutsche Frage ist seitdem endgültig verfassungsrechtlich und politisch sowie völkerrechtlich geklärt.